# Балыкты (Джалал-Абадская область)
Балыкты (кирг. Балыкты) — село в Токтогульском районе Джалал-Абадской области Кыргызстана. Входит в состав Чолпон-Атинского айылного аймака.

## География
Село расположено в северной части области, на берегах реки Балыкты, на расстоянии приблизительно 31 километра (по прямой) к северо-западу от города Токтогула, административного центра района. Абсолютная высота — 1397 метров над уровнем моря.

## Население
Согласно оценочным данным Национального статистического комитета Кыргызской Республики, численность населения села на начало 2023 года составляла 61 человек.
| год     | 2009 | 2014 | 2015 | 2020 | 2021 | 2023 |
| ------- | ---- | ---- | ---- | ---- | ---- | ---- |
| человек | 111  | 65   | 26   | 52   | 56   | 61   |